# كفاية الله الدهلوي
كفاية الله الدهلوي (1292 - 1372 هـ / 1875 - 1952 م) هو عالم و شاعر مسلم، من أهل الهند.
هو كفاية الله بن عناية الله بن فيض الله الحنفي الدهلوي ولقب بمفتي كفاية الله. أخد عن عبد العلي الميروتي (ت. 1347 هـ) و خليل أحمد السهارنبوري (ت. 1346 هـ) و محمود حسن الديوبندي (ت. عام 1339 هـ).
له: «كفاية المفتي» ، مجموعة فتاوى.